# Columbites
Columbites is een geslacht van uitgestorven cephalopode mollusken dat leefde tijdens het Vroeg-Trias.

## Kenmerken
Deze cephalopode kenmerkte zich door een zwak versierde schelp met een platte, dichtgewonden schaal met een gebogen buitenkant. De sutuurlijn bevatte kleine, secundaire plooien in de lobben. De diameter bedroeg ongeveer 3,75 centimeter.

## Soorten
- Columbites contractus Guo 1982 †
- Columbites costatus Chao 1959 †
- Columbites crassicostatus Guex et al. 2005 †
- Columbites dolnapaensis Shevyrev 1968 †
- Columbites isabellae Guex et al. 2005 †
- Columbites parisianus Hyatt & Smith 1905 †